# Тауншип (США)
Тауншип (англ. Civil township, у штатах Нової Англії — town) — одна з одиниць адміністративного поділу третього рівня в США.
Тауншипи входять до округів (які, у свою чергу, входять у штати) поряд з міськими муніципалітетами. Тауншип є однією з видів малої одиниці адміністративного поділу (англ. minor civil divisions — MCD).
Конкретні можливості, функції і ступінь відповідальності тауншипського управління відрізняється залежно від штату, а іноді різні і в межах штату. Тауншипи існують лише у 20 штатах, переважно на півночі і північному сході країни. У 2002 році у цих штатах налічувалося 16 504 тауншипів. З них лише 1179 (7,1 %) мають населення 10 тисяч осіб і більше, a 52,4 % — менше, ніж одну тисячу осіб (за даними перепису 2000 року).